# カス郡 (ネブラスカ州)
座標: 北緯40度55分 西経96度08分 / 北緯40.91度 西経96.14度
カス郡（英: Cass County）は、アメリカ合衆国のネブラスカ州にある郡。2000年時点の人口は24,334人で、郡庁所在地はプラッツマウス (Plattsmouth)。同州オマハを中心としてネブラスカ・カンザス両州にまたがるオマハ＝カウンシルブラフス大都市圏を構成する8つの郡のうちの1つでもある。

## 歴史
カス郡は1854年に組織され、アメリカ陸軍准将のルイス・カスにちなんで名付けられた。

## 地理
アメリカ合衆国国勢調査局によると、この郡は総面積1,466 km2 (566 mi2) である。このうち1,448 km2 (559 mi2)が陸地で、18 km2 (7 mi2) が海や湖などの水地域である。総面積のうち1.24%が水地域となっている。

### 隣接する郡
- サーピィ郡（北）
- ミルズ郡 (アイオワ州)（北東）
- フレモント郡 (アイオワ州)（南東）
- オトー郡（南）
- ランカスター郡（西）
- ソーンダース郡（北西）

## 人口動静

2000年の時点での郡の人口ピラミッド

2000年の国勢調査によると、カス郡には24,334人、9,161世帯、及び6,806家族が暮らしている。人口密度は17/km2 (44/mi2) で、7/km2 (18/mi2) の平均的な密度に10,179軒の住居が建っている。この郡の人種の構成は白人97.89%、黒人（アフリカ系アメリカ人）0.18%、先住民0.30%、アジア系0.35%、太平洋諸島系0.02%、その他の人種0.35%、及び混血0.92%で、1.46%の人々がヒスパニックまたはラテン系である。また、住民の39.4%がドイツ系、9.6%がアメリカ系、8.8%がアイルランド系、7.9%がイングランド系移民の子孫である。
カス郡の9,161世帯のうち、35.80%は18歳未満の子どもと暮らしており、63.30%は夫婦で生活している。7.60%は未婚の女性が世帯主であり、25.70%は家族以外の住人と同居している。21.60%は独居で、全世帯の9.40%は65歳以上の独居老人世帯である。1世帯あたりの平均人数は2.63人であり、家庭の場合は3.07人である。
郡の住民は27.90%が18歳未満の子どもで、18歳以上24歳以下が7.00%、25歳以上44歳以下が29.00%、45歳以上64歳以下が23.80%、および65歳以上が12.30%となっている。平均年齢は37歳である。女性100人に対して男性は97.70人いて、18歳以上の女性100人に対しては男性は95.00人いる。
郡の世帯ごとの平均収入は46,515米ドルで、家族ごとでは52,196米ドルである。男性の36,639米ドルに対して女性は24,612米ドルの平均的な収入がある。この郡の一人当たりの収入 (per capita income) は20,156米ドルである。総人口の5.20%、家族の4.20%は貧困線以下である。18歳未満の子どもの7.10%及び65歳以上の4.50%は貧困線以下の生活を送っている。

## コミュニティ

### 都市
- ルイスヴィル (en:Louisville, Nebraska)
- プラッツマウス (en:Plattsmouth, Nebraska)
- ウィーピング・ウォーター (en:Weeping Water, Nebraska)

### 村
- アルヴォ (en:Alvo, Nebraska)
- アヴォカ (en:Avoca, Nebraska)
- シダー・クリーク (en:Cedar Creek, Nebraska)
- イーグル (en:Eagle, Nebraska)
- エルムウッド (en:Elmwood, Nebraska)
- グリーンウッド (en:Greenwood, Nebraska)
- マンリー (en:Manley, Nebraska)
- マードック (en:Murdock, Nebraska)
- マーレイ (en:Murray, Nebraska)
- ネハウカ (en:Nehawka, Nebraska)
- サウス・ベンド (en:South Bend, Nebraska)
- ユニオン (en:Union, Nebraska)

### その他
- ファクトリーヴィル (en:Factoryville, Nebraska)
- ロック・ブラフ (en:Rock Bluff, Nebraska)

## 国勢調査区画
カス郡は、国勢調査時にはプラッツマウス市 (City of Plattsmouth) とウィーピング・ウォーター市 (City of Weeping Water) を除く地域が次のように区分けされる。
- アヴォカ (Avoca)
- センター (Center)
- イースト・ロック・ブラフ (East Rock Bluff)
- エイト・マイル・グローブ (Eight Mile Grove)
- エルムウッド (Elmwood)
- グリーンウッド (Greenwood)
- リバティー (Liberty)
- ルイスヴィル市 (City of Louisville)
- マウント・プレザント (Mount Pleasant)
- ネハウカ (Nehawka)
- プラッツマウス市 (City of Plattsmouth)
- プラッツマウス (Plattsmouth)
- ソルト・クリーク (Salt Creek)
- サウス・ベンド (South Bend)
- ストーブ・クリーク (Stove Creek)
- ティプトン (Tipton)
- ウィーピング・ウォーター市 (City of Weeping Water)
- ウィーピング・ウォーター (Weeping Water)
- ウエスト・ロック・ブラフ (West Rock Bluff)